# C'era una volta Peter Pan
C'era una volta Peter Pan è il tredicesimo album in studio del cantautore napoletano Gianni Fiorellino, pubblicato il 13 aprile 2021 e prodotto e distribuito dalla Zeus Record. Nello stesso giorno il cantante pubblica in singolo dedicato alla moglie "Carme'".

## Descrizione
Il disco, oltre a contenere il brano homemade pubblicato in periodo lockdown nell'aprile 2020 "Nisciuna nuttata nun può maie ferni'" e ad essere anticipato dal singolo "Eterno ammore" con la cantante Giusy Attanasio il 12 febbraio, è stato presentato in anteprima sulla pagina ufficiale Facebook dell'artista alle ore 22.00 del 12 aprile in diretta. Lo stesso Eterno Ammore è contenuto anche nell'album di quest'ultima, La Mia Essenza. Ma non è l'unico duetto: ce ne un altro, intitolato Quando Gli Amanti Non Piangono, contenuto non solo dell'album del cantautore, ma anche in un altro dell'amica, Una Donna In Frack.
Il titolo dell'album riprende la canzone del disco dedicata al padre dell'artista venuto a mancare improvvisamente nel giugno 2020
 ed è accompagnato dal DVD del suo secondo concerto al Palapartenope tenutosi nel gennaio 2020.

## Tracce
1. Sto e casa ncoppa o Vommero (V. D'Agostino, G. Fiorellino)
2. Eterno Ammore (feat. Giusy Attanasio - G. Fiorellino, V. D'Agostino, G. Fiorellino)
3. Carmè (G. Fiorellino)
4. Manname a posizione (V. D'Agostino, G. Fiorellino)
5. Nisciuna è comme tte (G. Fiorellino)
6. Maie senza e tte (V. D'Agostino, G. Fiorellino)
7. Un bravo attore (V. D'Agostino, G. Fiorellino)
8. Chillo è sempe o stesso (V. D'Agostino, G. Fiorellino)
9. Quando Gli Amanti Non Piangono (Feat. Giusy Attanasio) (V. D'Agostino, G. Fiorellino)
10. Ti Sposerò (V. D'Agostino, G. Fiorellino)
11. Vorrei (G. Fiorellino)
12. C'era Una Volta Peter Pan (G. Fiorellino, V. D'Agostino, G. Fiorellino) – 4:37
13. Nisciuna Nuttata Nun Può Maie Fernì

## Crediti
- Gianni Fiorellino - voce, arrangiamenti, produzione artistica, chitarre, bassi, tastiere, pianoforte, sintetizzatori, percussioni, batteria (traccia 12), programmazioni, registrazioni tastiere, pianoforte e sintetizzatori presso MGM Studio Recording, Nola e orchestrazioni presso Zeus Record, Napoli
- Mariano Barba - batteria (tracce 3, 5, 8, 9 e 10)
- Steve Ferrone - batteria (tracce 1 e 7)
- Giusy Attanasio - voce (tracce 2 e 9)
- Armando Alfano, Simona Sorrentino, Sergio Carnevale, Giuseppe Lucania, Isabella Parmigiano, Fabiana Sirigu, Francesca Strazzullo - violini
- Luigi Tufano e Luca Grassia - viole
- Francesco Pescosolido - violoncello
- Espedito Barrucci - registrazioni archi e batteria, missaggi (tranne traccia 4) presso Zeus Record, Napoli
- Ciro Barrucci - missaggio (traccia 4) presso Zeus Record, Napoli
- Francesco Moccia - registrazioni chitarre, bassi e voci e assistente studio presso MGM Studio Recording, Nola
- Antonio Baglio - mastering presso Miami Mastering Studio, Miami, FL, USA

### Crediti DVD
- Gianni Fiorellino - voce, pianoforte (tracce 13, 14, 18 e 23), chitarra elettrica in "Medley 2: 'E guaglione 'e 'sta città", missaggio e mastering presso MGM Studio, Nola
- Guido Della Gatta - chitarra elettrica solista e ritmica, chitarra acustica in "Overo se po' ffa'", chitarra classica (tracce 6, 10, 11)
- Raffaele Salapete - chitarra elettrica ritmica e solista, chitarra classica (tracce 10, 11)
- Pasquale De Angelis - basso elettrico
- Mariano Barba - batteria e percussioni

- Marvin El Coyote - voce rap su "Lievate 'a maglia"
- Fioravante Fiorellino - chitarra solista finale in "Sono sempre io"

- Roberto Rosu - regia audio sala
- Gennaro Maione - regia audio palco
- Gianluca Allotta - regia video